# كابي أو مويني (2352 م)
كابي أو مويني (بالإنجليزية: Cape au Moine (2352 m))‏ هو أحد جبال سلسلة جبال الألب البرنية وجزء من القمة الأم لي تارينت يقع في كانتون فود، سويسرا. يبلغ ارتفاع الجبل حوالي 2352 متر، بينما يبلغ ارتفاع نتوء الجبل 199 متر.